# Тьягараджа

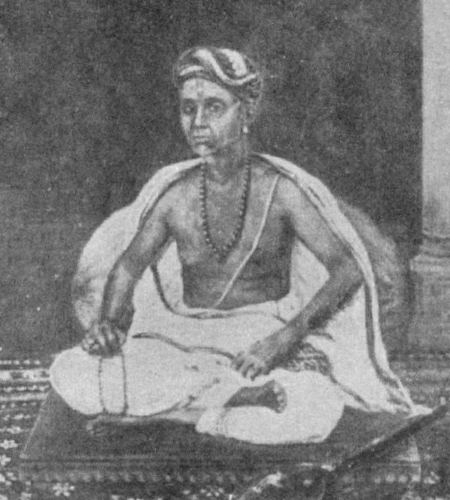

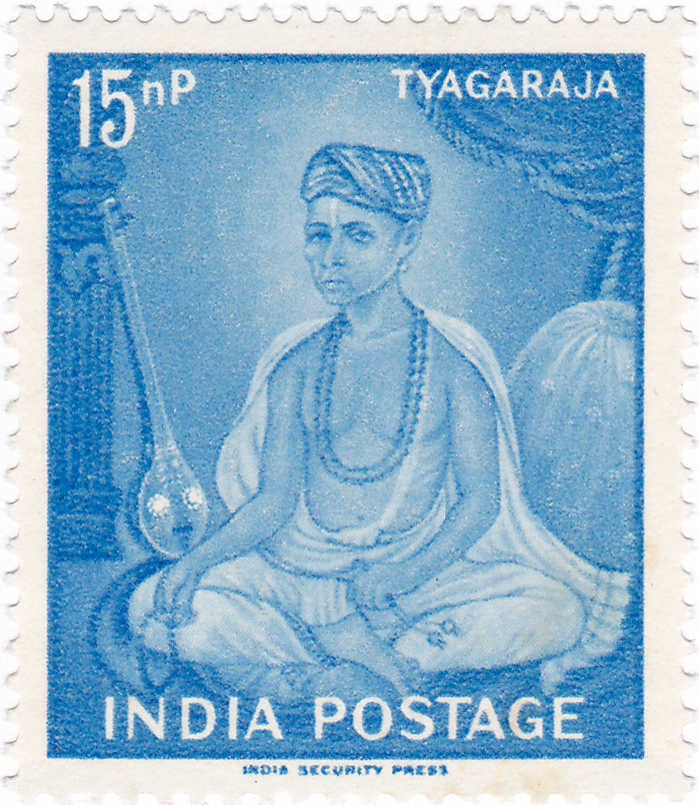
Тьягараджа на почтовой марке Индии 1961 года

Тьягара́джа (телугу త్యాగరాజు, IAST: Tyāgarājar, 4 мая 1767, Тируварур — 6 января 1847) — индийский музыкант и композитор, один из величайших композиторов Карнатической музыки.
Родился в семье брахмана. Мать Тьягараджа — Ситамма была известной певицей. Уже в юности он познакомился с литературой на языках телугу и санскрите и примкнул к религиозно-реформаторскому движению бхакти. Наряду со своими современниками Мутхусвами Дикшитаром и Шьямой Шастри входит в тройку выдающихся музыкантов, выступивших основоположниками новой эры в истории музыки Карнатака. Тьягараджа сочинил тысячи религиозных музыкальных композиций. Большинство из них — во славу Рамы. Его произведения по сей день пользуются огромной популярностью в Индии, в особенности сборник из пяти композиций «Панчаратна-крити» («Пять драгоценностей»). Его вокальные композиции тексты которых написаны на языке телугу, получили широчайшее распространение в Индии, особенно в её южной части, передаваясь из поколения в поколение, многие из них исполняются и сейчас. Тьягараджа является родоначальником целой династии музыкантов, многие его последователи до сих пор сохраняют его традиции. В Индии торжественно отмечаются его юбилеи.